# Johann Andreas Kayser von Kaysern
Johann Andreas Kayser von Kaysern czeski: Jan Ondřej Kayser z Kaysernu (ur. 29 listopada 1716 r. w Štětí; zm. 5 maja 1776 r.) – duchowny Kościoła katolickiego, biskup ordynariusz hradecki od 1775 roku.

## Życiorys
Urodził się w 1716 roku w Štětí w północnych Czechach. Jego wczesne lata życia i młodości nie są znane. Wiadomo, że jako młody kleryk uczęszczał do Seminarium Duchownego im. św. Wacława w Pradze, gdzie w 1734 roku uzyskał stopień naukowy doktora filozofii. W 1739 roku otrzymał święcenia kapłańskie, a następnie pracował duszpastersko na terenie Czech. W 1747 roku został proboszczem w Klecanach, a w 1751 roku dziekanem w Frýdlancie. W cztery lata później został wybrany do kapituły katedralnej w Pradze i został kaznodzieją dla miejscowej ludności niemieckojęzycznej. W 1757 roku ze względu na swoje zdolności organizacyjne został mianowany wikariuszem generalnym archidiecezji praskiej. W 1759 roku objął funkcję scholastyka przy archikatedrze św. Wita w Pradze oraz dziekana dekanatu Altbuzlau. 3 marca 1760 roku papież Klemens XIII mianował go biskupem tytularnym Themiscira i sufraganem praskim. 13 kwietnia 1760 roku miała miejsce jego konsekracja biskupia, której przewodniczył abp Anton Peter Příchovský von Příchovice. Dwa lata później został także dziekanem kolegiaty św. Apollinarego w Pradze.
Po śmierci biskupa hradeckiego Hermanna Hannibala Blümegena w 1774 roku decyzją królowej Czech Marii Teresy Habsburg został mianowany nowym ordynariuszem tej diecezji 14 maja 1775 roku. Prowizja papieska miała miejsce 17 czerwca tego samego roku. Rządy w biskupstwie objął 15 października. Usprawnił administrowanie diecezją poprzez mianowanie wikariuszem generalnym Johanna Prokopa von Schaffgotscha. ich celem było zwiększenie liczby duchowieństwa oraz parafii. Plany te zostały jednak pokrzyżowane poprzez chorobę biskupa, który zmarł w 1776 roku i został pochowany w podziemiach miejscowej katedry w Hradcu Králové. Połowę swojego majątku przekazał na rozbudowę tej świątyni, zaś drugą przekazał na potrzeby ubogich.